# Hậu Chu Thái Tổ
Hậu Chu Thái Tổ (chữ Hán: 後周太祖), tên thật là Quách Uy (郭威) (904 - 954), thụy là Thánh Thần Cung Túc Văn Vũ Hiếu Hoàng Đế, là một trong những vị Hoàng đế thời Ngũ Đại Thập Quốc trong lịch sử Trung Quốc. Vốn là 1 viên tướng của nhà Hậu Hán, đã lật đổ vua Hậu Hán Ẩn Đế, lập ra nhà Hậu Chu năm 951.
Ông trị vì trong 4 năm (951 - 954) với niên hiệu là: Quảng Thuận (951-953) và Hiển Đức (954). Năm 954, Hậu Chu Thái Tổ mất, thọ 51 tuổi.

## Bối cảnh lịch sử
Khi quân Liêu do Da Luật Đức Quang chỉ huy xâm chiếm Trung Nguyên, diệt nhà Hậu Tấn, đã đàn áp và cướp bóc nhân dân vô cùng dã man. Nhiều cuộc khởi nghĩa nông dân đã nổ ra, quân Liêu hoảng sợ phải rút về nước.
Năm 947, sau khi quân Liêu rút lui khỏi Biện Kinh, Lưu Tri Viễn liền xưng đế ở Thái Nguyên rồi dẫn quân đánh đuổi tàn dư quân Liêu khỏi Trung Nguyên. Tháng 6 năm đó, Lưu Tri Viễn định đô ở Biện Kinh, đổi quốc hiệu là Hán. Đó là Hậu Hán Cao Tổ. 10 tháng sau, Lưu Tri Viễn chết, con là Lưu Thừa Hựu nối ngôi, tức là Hậu Hán Ẩn Đế. Lúc này, nội bộ triều Hậu Hán xảy ra biến loạn.
Ẩn Đế sợ các tướng có quyền lực quá lớn, nên bí mật sai người đến Nghiệp Thành ám sát đại tướng là Quách Uy, bị Quách Uy phát hiện, đem quân nổi dậy chống lại. Quách Uy vốn là người Hán chứ không phải người Sa Đà như vua nhà Hậu Hán, ông làm tướng dưới triều Hậu Hán vào năm 43 tuổi.

## Làm hoàng đế
Năm 950, Quách Uy lật đổ triều Hậu Hán, được các tướng sĩ tôn lên làm hoàng đế. Năm 951, Quách Uy lên ngôi tại Biện Kinh, đổi quốc hiệu là Chu, tức Hậu Chu Thái Tổ. Vì xuất thân nghèo khổ nên Hậu Chu Thái Tổ Quách Uy hiểu được nỗi khổ của dân. Ông cũng được học hành chút ít, nên chú ý trọng dụng nhân tài và quan tâm cải cách chính trị. Dưới sự cai trị của Quách Uy, tình hình hỗn loạn của thời Ngũ Đại bắt đầu được an định lại.
Khi Hậu Chu mới thành lập, em của Lưu Tri Viễn là Lưu Sùng không phục tùng sự thống trị của Hậu Chu, liền chiếm cứ Thái Nguyên, trở thành 1 chính quyền cát cứ. Lịch sử gọi chính quyền này là Bắc Hán (một trong Thập Quốc). Để đối kháng với Hậu Chu, Lưu Sùng liền nương tựa vào nước Liêu, tôn vua Liêu làm "hoàng đế chú", nhiều lần nhờ sự giúp đỡ của quân Liêu, đem quân đánh Hậu Chu nhưng đều bị Chu Thái Tổ đánh bại.
Trong suốt 30 năm thời Ngũ Đại, dân tộc Hán ở phía Bắc đã phải chịu sự cai trị của rợ Sa Đà qua 4 triều đại: Hậu Lương, Hậu Đường, Hậu Tấn và Hậu Hán, lại bị người Khiết Đan nhà Liêu cướp bóc. Đến đời vua Hậu Chu Thái Tổ, dân tộc Hán miền Bắc mới đứng lên làm chủ được, vì nhà Hậu Chu là triều đại của người Hán.
Trong suốt thời thống trị của nhà Hậu Hán, không quan tâm đến đời sống nhân dân, chỉ lo bóc lột của dân, thuế khóa nặng nề, kinh tế suy sụp, "dùng thịt người làm lương thực cho quân lính" (theo Lữ Chấn Vũ).
Đến khi vua Hậu Chu Thái Tổ lên ngôi, đã xóa bỏ sức ép của sự bóc lột đang đè nặng lên vai nông dân. Ông giảm nhẹ thuế khóa, thủ tiêu đặc quyền miễn thuế, chấn hưng lại kinh tế. Nhờ đó, dân Bắc Trung Quốc mới được yên ổn, đất nước hưng vượng trở lên.

## Cuối đời và băng hà
Năm 954, Chu Thái Tổ đổ bệnh mất, thọ 51 tuổi. Ông không có con trai, Sài hoàng hậu có người cháu là Sài Vinh, từ nhỏ đã thông minh lanh lợi, lại giỏi giang võ nghệ, được Chu Thái Tổ nhận làm con. Khi Chu Thái Tổ mất, Sài Vinh kế thừa ngôi hoàng đế. Đó là Hậu Chu Thế Tông.
- Niên hiệu: Chu Thái Tổ trị vì trong 4 năm (951 - 954) với 2 niên hiệu:

- Quảng Thuận (951-953),
- Hiển Đức (954). 
- Thụy hiệu: Thánh Thần Cung Túc Văn Vũ Hiếu Hoàng Đế.[1]

## Gia quyến
- Thân phụ : Quách Giản (郭簡), nhậm chức Thứ sử Thuận Châu dưới thời Lý Khắc Dụng. Vào thời Hậu Hán được truy phong Thái sư, sau được Quách Uy truy phong Chương Túc Hoàng đế (章肅皇帝), miếu hiệu Khánh Tổ (慶祖).
- Thân mẫu : Vương thị (王氏), mất sớm. Thời Hậu Hán truy phong Yến quốc Phu nhân (燕國夫人), sau được Quách Uy truy phong Chương Đức Hoàng hậu (章德皇后).
- Em gái : Quách thị, phong Phúc Khánh Trưởng công chúa (福庆长公主), sau cải thành Yến quốc Đại Trưởng công chúa (燕国大长公主). Có con trai là Lý Trọng Tiến, được Quách Uy nhận làm nghĩa tử.
- Thê thiếp :

1. Chính phu nhân Sài thị (姓氏), người Hưng Châu, có anh trai là Sài Thủ Lễ (柴守禮), vốn là cung nữ của Hậu Đường Trang Tông Lý Tồn Úc. Sài thị là người có nhan sắc lại đức hạnh và đoan chính, mất trước khi Quách Uy xưng đế. Về sau, Quách Uy truy phong Thánh Mục Hoàng hậu (聖穆皇后).
2. Nhị phu nhân Dương thị (杨氏; 911 - 947), người Trấn Châu, có anh trai là Dương Đình Chương (楊廷璋), vốn là thiếp của Vương Dung (王镕). Vương Dung bị nghĩa tử Vương Đức Minh giết, Dương thị tái giá với Thạch Quang Phụ (石光辅), khi Quang Phụ chết thì tái giá với Quách Uy, mất dưới thời Hậu Hán, về sau truy phong Thục phi (淑妃).
3. Tam phu nhân Trương thị (张氏; 915 - 950), người Trấn Châu, cha là Vương Đồng Chi (张同芝) làm quan dưới thời Vương Dung, cháu trai là danh tướng Tào Bân của nhà Bắc Tống. Trương thị vốn là vợ của con trai tướng Vũ Tòng Gián (于她家), sau khi chồng đầu qua đời thì tái giá với Quách Uy, được phong Ngô quốc Phu nhân (吴国夫人). Trương phu nhân cùng gia quyến của Quách Uy bị xử tử bởi Lưu Thừa Hựu, truy phong Quý phi (贵妃).
4. Thứ thất Đổng thị (董氏; 915 - 953), người Trấn Châu, cháu gái Vũ Đức quân Tiết độ sứ Đổng Chương (董璋), con gái của Đổng Quang Tự (董光嗣), có anh trai lấy Ngọc Thanh công chúa Mạnh Diên Ý (孟延意), con gái Hậu Thục Cao Tổ Mạnh Tri Tường và Lý Hoàng hậu - cháu gái và là nghĩa nữ của Lý Khắc Dụng. Đổng thị nhan sắc xinh đẹp lại thông tuệ, năm 7 tuổi bị lạc ở quê nhà, được một viên tướng ở Lô Châu nhận nuôi, sau nhận lại được gia đình và được gả cho một viên quan nhỏ nhà Hậu Tấn là Lưu Tiến Siêu (刘进超). Tiến Siêu qua đời trong cuộc nổi loạn của Khiết Đan, Đổng thị được vợ kế Dương thị của Quách Uy khen ngợi mà lấy làm thiếp thất. Hậu Chu được lập, phong Đức phi (德妃).
5. Nghi quốc Phu nhân Triệu thị (赵氏), vốn là Thượng nghi (尚仪).
6. Kì quốc Phu nhân Tô thị (苏氏), vốn là Thượng phục (尚服).
7. Phần quốc Phu nhân Hoàng Phủ thị (皇甫氏), vốn là Thượng cung (尚宫).

- Con cái :

1. Quách Đồng (郭侗; ? - 950), bị xử tử bởi Lưu Thừa Hựu, truy phong Diệm vương (剡王).
2. Quách Tín (郭信; ? - 950), bị xử tử bởi Lưu Thừa Hựu, truy phong Kỉ vương (杞王).
3. Trưởng nữ và nhị nữ đều bị xử tử bởi Lưu Thừa Hựu.
4. Quách thị, tam nữ, bị xử tử bởi Lưu Thừa Hựu, truy phong Nhạc An công chúa (乐安公主), sau cải thành Cử quốc Trưởng công chúa (莒国长公主).
5. Quách thị, tứ nữ, được phong Thọ An công chúa (寿安公主), sau thăng Tấn quốc Trưởng công chúa (晋国长公主) rồi Tấn quốc Đại Trưởng công chúa (晋国大长公主). Lấy nghĩa tử của Quách Uy là Vệ quốc công Trương Vĩnh Đức (张永德).
6. Quách thị, ngũ nữ, mất trước khi Hậu Chu thành lập, truy phong Vĩnh Ninh công chúa (永寧公主), sau cải thành Lương quốc Trưởng công chúa (梁国长公主).

- Nghĩa tử :

1. Quách Thủ Quân (郭守筠), Quách Phụng Siêu (郭奉超) và Quách Định Ca (郭定哥) là cháu trai của Quách Uy đều bị Lưu Thừa Hựu xử tử, sau truy phong Tả Hữu vệ Tướng quân.
2. Hậu Chu Thế Tông Sài Vinh, vốn là cháu trai của Sài hoàng hậu.
3. Lý Trọng Tiến (李重進; ? - 960), con của em gái Quách Uy là Phúc Khánh Trưởng công chúa, nhờ chiến công mà được phong hàm Thái phó kiêm Nghĩa Thành quân Tiết độ sứ, sau cải thành Hoài Nam đạo Tiết độ sứ. Tống Thái Tổ đăng cơ, phong làm Trung thư lệnh, tháng 9 năm 960 thì nổi loạn chống lại nhưng bất thành, tự thiêu cùng gia quyến.
4. Trương Vĩnh Đức (张永德; 928 - 1000), lấy con gái Quách Uy là Thọ An công chúa, được phong Trung Vũ quân Tiết độ sứ. Tống Thái Tổ đăng cơ, được phong Thị trung, đến thời Chân Tông được phong Vệ quốc công (衛國公), qua đời tại quê quán.
5. Tào Bân, cháu trai Trương phu nhân, sau là danh tướng nhà Tống.